# Bennet Sherard (1er comte de Harborough)
Pour les articles homonymes, voir Sherard.
Bennet Sherard, 1er comte de Harborough (9 octobre 1677 - 16 octobre 1732) (créé vicomte Sherard en 1718 et comte de Harborough en 1719) est un pair britannique et membre du Parlement.

## Jeunesse
Né le 9 octobre 1677, il est le fils et héritier d'Elizabeth Christopher et Bennet Sherard (2e baron Sherard) (en), un député du Leicestershire qui est Lord-lieutenant du Rutland. Sa sœur, Lucy Sherard, épouse John Manners (2e duc de Rutland).
Sa mère est la fille et la cohéritière de Robert Christopher d'Alford. Son grand-père paternel William Sherard (1er baron Sherard) (en), est membre de l'Honorable Band of Gentlemen Pensioners sous le roi Jacques Ier. Par son oncle Philip Sherard (homme politique) (en), également député de Rutland, il est le cousin germain de Bennet Sherard et de Margaret Sherard, l'épouse de John Gilbert, archevêque d'York.

## Carrière
En 1700, il succède à son père Bennet en tant que baron Sherard, de Leitrim, et peu de temps après en tant que Lord-lieutenant du Rutland, et est nommé sous-lieutenant du Lincolnshire la même année. Il occupe ces fonctions jusqu'à sa destitution en 1712. De 1701 à 1702, il est député du Leicestershire et revient pour Rutland en 1713.
Il occupe ce siège jusqu'au 19 octobre 1714, date à laquelle il est créé baron Sherard, de Harborough, dans la pairie de Grande-Bretagne, et entre à la Chambre des lords. En 1715, il est nommé à nouveau lord-lieutenant de Rutland, qu'il occupe jusqu'à sa mort. Il est créé vicomte Sherard le 31 octobre 1718 et comte de Harborough le 8 mai 1719.

## Vie privée

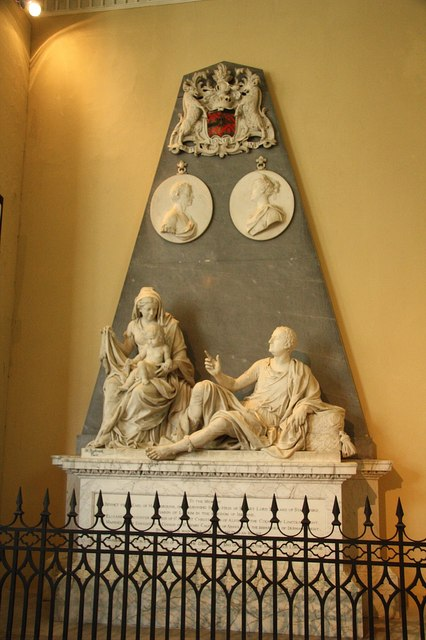
Mémorial au comte, à sa femme et à leur enfant mort. Église de Stapleford, sculpture de John Michael Rysbrack

Le 30 avril 1696, Sherard est marié à Mary Calverley (d. 1702), la fille et cohéritière de Henry Calverley d'Eryholme et Mary Thompson (une fille de Henry Thompson d'Escrick),.
Son cousin Philip lui succède comme comte de Harborough, baron Sherard (en Grande-Bretagne et en Irlande) et comme lord-lieutenant ; la vicomté de Sherard s'éteint à sa mort.